# Гульєм Солер
Гульєм Солер (кат. Guillem Soler) — каталонський середньовічний картограф зі знаменитої Майорканської картографічної школи, автор декількох відомих морських карт-портоланів.

## Біографія
Щодо обставин життя Гульєма Солера зберіглось вкрай мало інформації. Документи підтверджують його перебування на Майорці в 1368 р. і те, що він помер до 1402 року. Певний час історики вважали, що він за походженням італієць «Гульєльмо Солері» (Guglielmo Soleri), який працював на Майорці, але пізніше була висунута версія про його каталонське походження, оскільки документи Майорки ідентифікують його як «Гільєрмі Солері» (Guillermi Solerii), мешканця Майорки, майстра-виробника приладів і картографа (bruixoler).
Гульєм Солер був одним з небагатьох представників майорканської картографічної школи не юдейського походження. Вважається, що коли король Арагона Хуан І, в своєму листі від 1387 року, написаному незабаром після смерті великого майорканського картографа Авраама Крескеса, згадує «християнського майстра» «подібної майстерності», що здатен закінчити одну з незавершених карт Крескеса, він має на увазі саме Гульєма Солера.

## Портолани Солера
Гульєм Солер є автором двох важливих карт-портоланів:

Портолан Гульєма Солера (1380 р.)

- портолан приблизно 1380 року, розміром 1020×650 мм, без дати але підписаний «Guillmus Soleri civis maioricaru me fecit». Цей портолан зберігається (Res. Ge. B. 1131) в Національній бібліотеці Франції в Парижі, Франція.
- портолан 1385 року, датований і підписаний «Gujllmo soleij ciujs Maoicaru me fecit Año A nt, dñj Mccclxx.v», знаходиться (CN.3) в Державному архиві Флоренції (Archivio di Stato di Firenze), у Флоренції, Італія.

Обидва є «типовими» порталанами, що охоплюють звичайну для портоланів того часу картографічну територію (Середземне і Чорне моря, а також атлантичне європейське узбережжя від Португалії до Фландрії), але містять між собою деякі стилістичні відмінності. Другий портолан (1385 р.) вважається цілком типовим для майорканської школи, що характеризується географічними зображеннями з великою кількістю ілюстрацій та увагою до деталей на суходольних ділянках (такі як річки, гірські хребти, геральдичні щити тощо). Портолан 1380 року більше нагадує італійську картографічну школу — тобто, більш орієнтований на море, майже позбавлений ілюстрацій і з дуже малою кількістю суходольної інформації.

## Географічні об'єкти на портоланах Солера

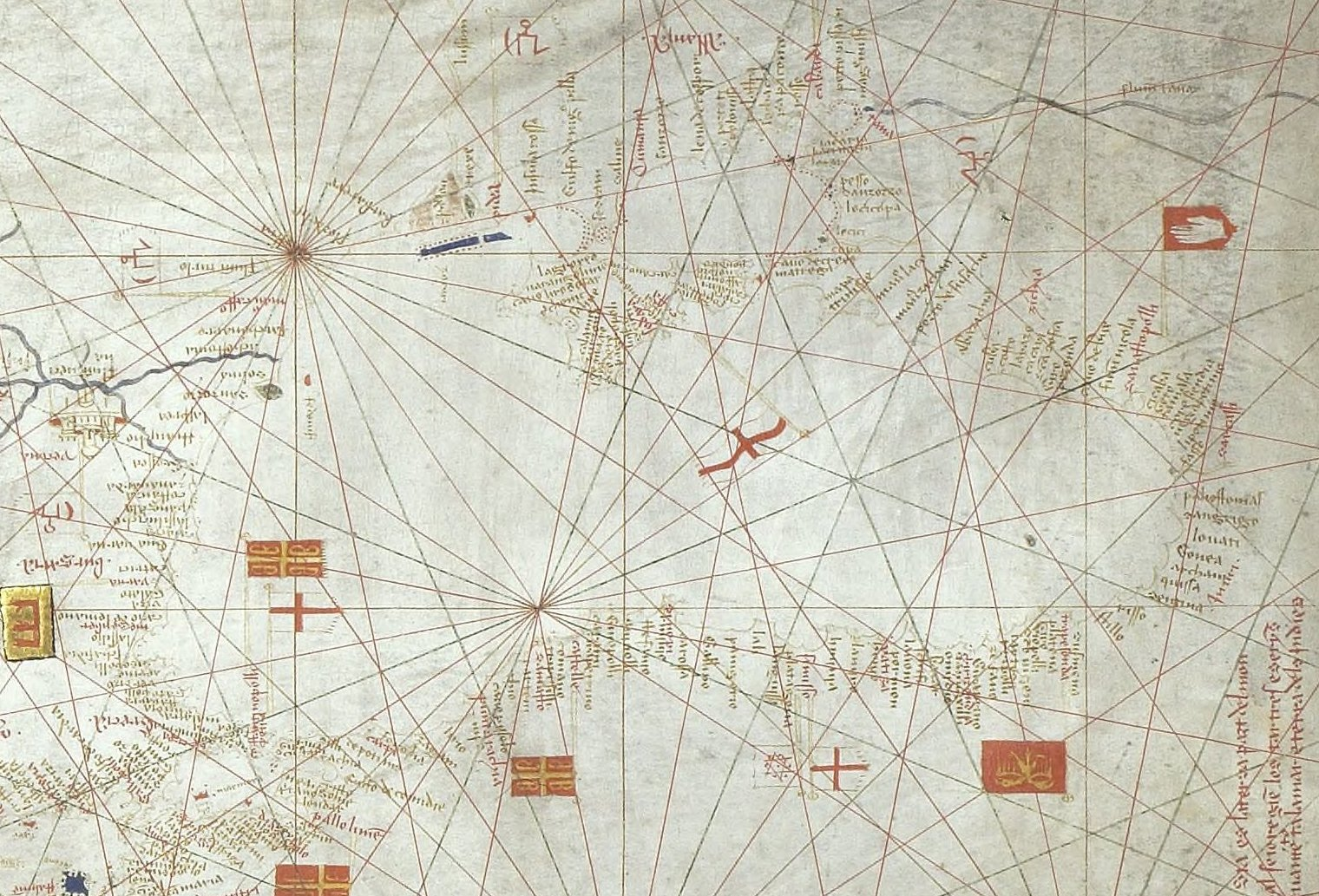
Фрагмент портолана Гульєма Солера з зображенням Чорного Моря

На портолані Солера 1380 року зображені острови атлантичного архіпелагу Мадейра з їх сучасними назвами (о. Мадейра, о. Порту-Санто і о. Дезерташ). Острова «офіційно» були відкриті португальцями лише в 1418—1419 роках. Ці ж острови з'являються на інших тогочасних портоланах — їх зображено в Атласі Медічі (1351 рік), на Портолані братів Піццингані (1367 рік) і в Атласі Корбітіс (~1400 рік). Вочевидь, якісь випадкові мореплавці вже стикались з цими островами в морі і повідомлення про це були відомі картографам.
На портолані 1385 року позначені також Азорські острови, офіційно «відкриті» лише після 1427 року.
На карті-портолані від 1380 року на північ від Чорного моря, поблизу витоку Дніпра є напис «Rossia» (Русь).

## Генеалогія родини майорканських картографів Солер-Ллорет
──Гульєм Солер (~1368-†<1402)
├── Хуан Солер (~1405-1409)
│ └── Рафаель Солер (~1420-†<1446)
│ └── Габріель Солер (~1446-1475)
└── Маргарита ∞(<1402) Естев Ллорет
└── Рафаель Ллорет (~1436-†<1451)